# Antrohyphantes rhodopensis
Antrohyphantes rhodopensis är en spindelart som först beskrevs av Pencho Drensky 1931.  Antrohyphantes rhodopensis ingår i släktet Antrohyphantes och familjen täckvävarspindlar. Inga underarter finns listade i Catalogue of Life.